# So sánh tô pô

## Định nghĩa
Cho {\displaystyle \tau _{1}} và {\displaystyle \tau _{2}} là hai tô pô trên {\displaystyle X}.
Nếu {\displaystyle \tau _{1}\subset \tau _{2}} ta nói {\displaystyle \tau _{2}} mịn hơn (finer, stronger, bigger) {\displaystyle \tau _{1}} và {\displaystyle \tau _{1}} thô hơn (weaker, smaller) {\displaystyle \tau _{2}}. 

## Ví dụ
Tôpô hiển nhiên là tô pô thô nhất và tô pô rời rạc là tô pô mịn nhất.